# Bandeira dos Estados Unidos
A Bandeira dos Estados Unidos da América, muitas vezes referida como bandeira americana, é a bandeira nacional dos Estados Unidos. Consiste em 13 faixas horizontais iguais, sendo 7 faixas na cor vermelha e 6 na cor branca, num retângulo azul no canto superior esquerdo aparecem 50 estrelas brancas (referido especificamente como a "união"), cada uma simbolizando um estado do país. Cada uma das faixas representa uma das antigas Treze Colônias, que declararam independência do Reino da Grã-Bretanha, e se tornaram os primeiros estados nos E.U.A. O vermelho simboliza resistência e coragem, o branco simboliza a pureza e inocência, e o azul representa vigilância, perseverança e justiça. A Bandeira dos Estados Unidos é simultaneamente chamada de The Stars and Stripes (Estrelas e Faixas), Old Glory (Velha Glória) e Star-Spangled Banner.

## História
O projeto atual da bandeira dos E.U.A é o 27º; O projeto da bandeira foi modificado oficialmente 26 vezes desde 1777. A bandeira de 48 estrelas estava em vigor por 47 anos até a versão de 49 estrelas se tornar oficial em 4 de julho de 1959. A bandeira de 50 estrelas foi ordenada pelo então presidente Eisenhower, em 21 de agosto de 1959, e foi adotado em julho de 1960. É a versão mais usada da bandeira dos E.U.A e foi usada por mais de 57 anos.

### Primeira bandeira

As Cores Continentais (aka A "Bandeira da Grande União")
Bandeira da Companhia Britânica das Índias Orientais, 1707–1801

Na época da Declaração de Independência em julho de 1776, o Congresso Continental não adotaria legalmente bandeiras com "estrelas, brancas em um campo azul" por mais um ano. A bandeira contemporaneamente conhecida como "as Cores Continentais" historicamente foi referida como a primeira bandeira nacional.
A A Marinha Continental levantou as Cores como estandarte da nação incipiente na Guerra de Independência dos Estados Unidos, provável com a conveniência de transformar a sua estandarte vermelha anterior britânica adicionando listras brancas—e usaria essa bandeira até 1777, quando seria a base para os projetos subsequentes de jure.
O nome "Grande União" foi aplicado pela primeira vez às cores continentais por George Preble em sua história de 1872 da bandeira americana.
A bandeira se parece muito à bandeira da Companhia Britânica das Índias Orientais e Sir Charles Fawcett argumentou em 1937 que a bandeira da companhia inspirou o design. Ambas as bandeiras poderiam ter sido facilmente construídas pela adição de listras brancas em um Estandarte Vermelho britânico, uma das três bandeiras marítimas usadas na época em todo o Império britânico. No entanto, uma bandeira da Companhia das Índias Orientais poderia ter de nove a 13 listras, e não podia ser levada para fora do Oceano Índico.
Em qualquer caso, tanto as listras quanto as estrelas têm precedentes na heráldica clássica. As tainhas eram comparativamente raros no início da heráldica moderna, mas um exemplo de tainhas que representam divisões territoriais anteriores à bandeira dos E.U.A são aqueles no brasão de Valais de 1618, onde sete tainhas representavam sete distritos.

## Autoria

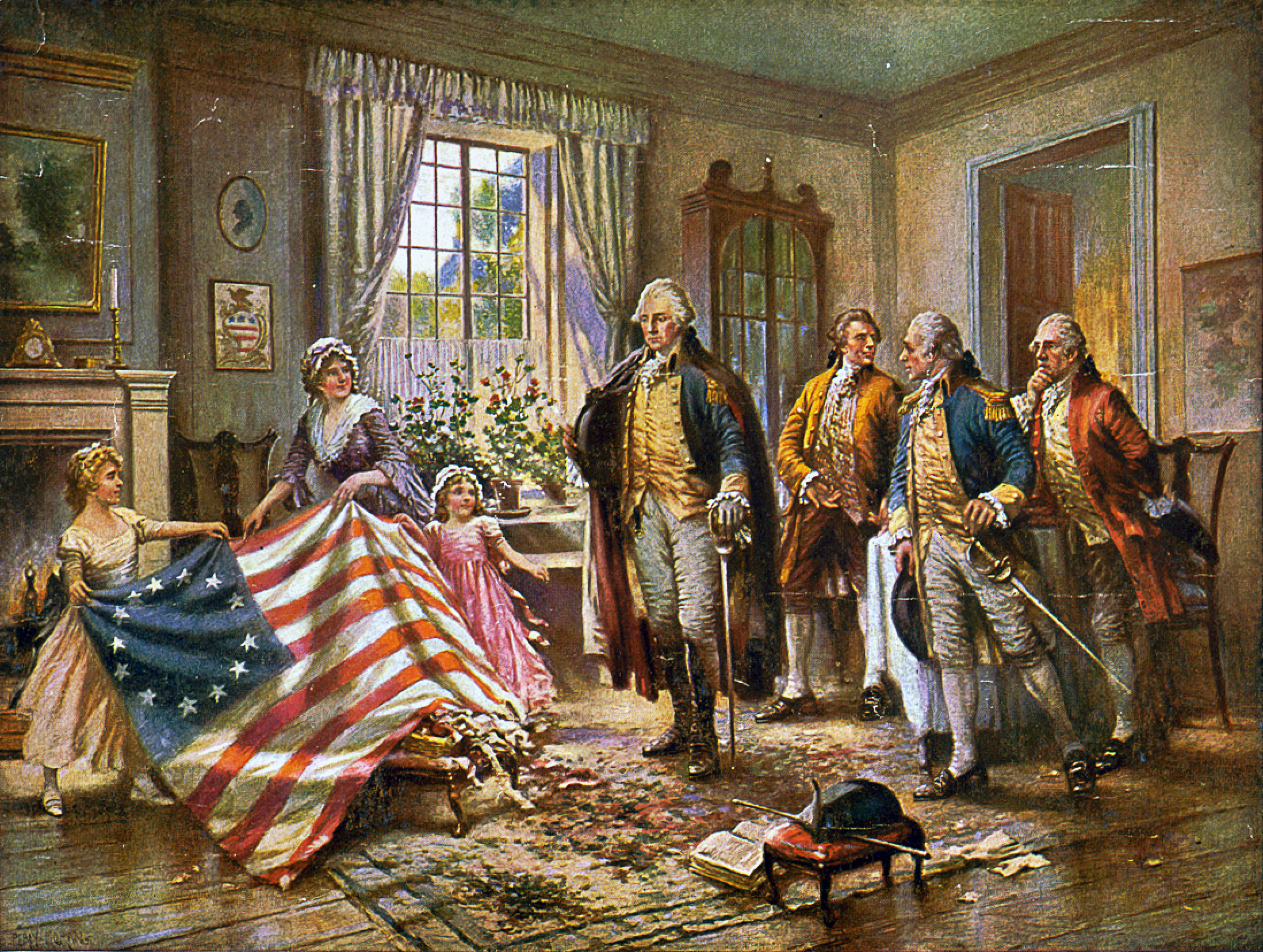
Betsy Ross e duas crianças apresentando a bandeira a George Washington

A primeira bandeira  tem desenho atribuída a norte-americana Betsy Ross (1/1/1752 - 30/9/1836).

Atual Bandeira de Proa dos Estados Unidos
Especial para embarcações dos Estados Unidos

## Progressão histórica
| Nº de estrelas | Nº de Faixas | Bandeira | Estados representados pelas novas estrelas | Data em uso                               | Duração                     |
| -------------- | ------------ | -------- | --- | ----------------------------------------- | --------------------------- |
| 0              | 13           |          | Bandeira da Grã-Bretanha, em vez de estrelas, as listras vermelhas e brancas representam Connecticut, Delaware, Geórgia, Maryland, Massachusetts, Nova Hampshire, Nova Jérsei, Nova Iorque, Carolina do Norte, Pensilvânia, Rhode Island, Carolina do Sul, Virgínia | 3 de dezembro de 1775–14 de junho de 1777 | 1 ano, 6 meses e 9 dias     |
| 13             | 13           |          | Connecticut, Delaware, Geórgia , Maryland, Massachusetts, Nova Hampshire, Nova Jérsei, Nova Iorque, Carolina do Norte, Pensilvânia, Rhode Island, Carolina do Sul, Virgínia                                                                                         | 14 de junho de 1777–1 de maio de 1795     | 17 anos, 10 meses e 16 dias |
| 15             | 15           |          | Vermont, Kentucky | 1 de maio de 1795–3 de julho de 1818      | 23 anos, 2 meses e 2 dias   |
| 20             | 13           |          | Indiana, Luisiana, Mississipi, Ohio, Tennessee | 4 de julho de 1818–3 de julho de 1819     | 1 ano                       |
| 21             | 13           |          | Illinois | 4 de julho de 1819–3 de julho de 1820     | 1 ano                       |
| 23             | 13           |          | Alabama, Maine | 4 de julho de 1820–3 de julho de 1822     | 2 anos                      |
| 24             | 13           |          | Missouri | 4 de julho de 1822–3 de julho de 1836     | 14 anos                     |
| 25             | 13           |          | Arkansas | 4 de julho de 1836–3 de julho de 1837     | 1 ano                       |
| 26             | 13           |          | Michigan | 4 de julho de 1837–3 de julho de 1845     | 8 anos                      |
| 27             | 13           |          | Flórida | 4 de julho de 1845–3 de julho de 1846     | 1 ano                       |
| 28             | 13           |          | Texas | 4 de julho de 1846–3 de julho de 1847     | 1 ano                       |
| 29             | 13           |          | Iowa | 4 de julho de 1847–3 de julho de 1848     | 1 ano                       |
| 30             | 13           |          | Wisconsin | 4 de julho de 1848–3 de julho de 1851     | 3 anos                      |
| 31             | 13           |          | Califórnia | 4 de julho de 1851–3 de julho de 1858     | 7 anos                      |
| 32             | 13           |          | Minnesota | 4 de julho de 1858–3 de julho de 1859     | 1 ano                       |
| 33             | 13           |          | Oregon | 4 de julho de 1859–3 de julho de 1861     | 2 anos                      |
| 34             | 13           |          | Kansas | 4 de julho de 1861–3 de julho de 1863     | 2 anos                      |
| 35             | 13           |          | Virgínia Ocidental | 4 de julho de 1863–3 de julho de 1865     | 2 anos                      |
| 36             | 13           |          | Nevada | 4 de julho de 1865–3 de julho de 1867     | 2 anos                      |
| 37             | 13           |          | Nebraska | 4 de julho de 1867–3 de julho de 1877     | 10 anos                     |
| 38             | 13           |          | Colorado | 4 de julho de 1877–3 de julho de 1890     | 13 anos                     |
| 43             | 13           |          | Idaho, Montana, Dakota do Norte, Dakota do Sul, Washington | 4 de julho de 1890–3 de julho de 1891     | 1 ano                       |
| 44             | 13           |          | Wyoming | 4 de julho de 1891–3 de julho de 1896     | 5 anos                      |
| 44             | 13           |          | Utah | 4 de julho de 1896–3 de julho de 1908     | 12 anos                     |
| 46             | 13           |          | Oklahoma | 4 de julho de 1908–3 de julho de 1912     | 4 anos                      |
| 48             | 13           |          | Arizona, Novo México | 4 de julho de 1912–3 de julho de 1959     | 47 anos                     |
| 49             | 13           |          | Alasca | 4 de julho de 1959–3 de julho de 1960     | 1 ano                       |
| 50             | 13           |          | Havaí | 4 de julho de 1960–atualidade             |                             |